# Menace II Society
Menace II Society is een Amerikaanse hood-film uit 1993, en het debuut van de regisseurs Allen en Albert Hughes. De film werd berucht vanwege zijn scènes over geweld en drugsgebruik. Menace II Society werd geprezen vanwege zijn onderliggende boodschappen.

## Verhaal
De film begint in South Central, Los Angeles (tegenwoordig South Los Angeles) in de wijk Watts. Caine en zijn vriend Kevin, die de bijnaam "O-Dog" draagt staan dan in de slijterij. Caine begint zijn bier al te drinken voordat er betaald is. De Koreaanse winkeleigenaar en zijn vrouw houden ze goed in de gaten. Wanneer O-Dog klaar is met betalen zegt de winkeleigenaar tegen O-Dog "I feel sorry for your mother" (Ik heb medelijden met je moeder). O-Dog wordt boos en schiet de eigenaar neer. Hij laat de vrouw van de eigenaar de bewakingsbeelden pakken, en schiet haar daarna ook neer. O-Dog houdt de videoband met de moord en vermaakt zijn vrienden ermee. Uiteindelijk worden er copy's gemaakt voor de anderen om te bekijken.
Het is de laatste dag op school voor Caine, en hij slaagt. Caine komt rond van drugsdeals en autodiefstal. Hij geeft financiële en emotionele steun aan een vriendin van hem, genaamd Ronnie, en haar vijfjarige zoontje Anthony. Dit doet hij omdat Pernell, haar ex-vriendje, levenslang vast zit in de gevangenis. Pernell was de partner van Caine's vader, die is omgekomen bij een drugsdeal. Caine's moeder is doodgegaan aan een overdosis drugs. Caine leeft bij zijn grootouders in de wijk Jordan Downs. Hij wordt vaak moe van zijn opa die maar doorgaat met het zeuren over de Bijbel.
Die avond gaan Caine en zijn neef Harold naar een feest. Daar zijn onder andere A-Wax, een echte gangster, die volgens Caine zo lang al meespeelt in het spel, dat hij mensen heeft om het vuile werk op te knappen voor hem. Ook is daar Sharif, een "ex-knucklehead" die bekeerd is tot de Islam. Stacy is daar ook, een getalenteerde American football speler die een beurs aangeboden heeft gekregen in Kansas. Na het feest gaan, Caine, Harold, A-Wax, O-Dog, Sharif, en Stacy wat te eten halen. Terwijl Harold en Caine voor het stoplicht wachten, stopt er een busje naast hen. Ze worden onder schot gehouden en gedwongen de auto af te staan. Wanneer Harold er wat te lang over doet, wordt hij doodgeschoten en ze raken Caine in zijn schouder. A-wax, O-Dog en Sharif zien dit en gaan er meteen naartoe. Sharif dringt erop aan dat ze Harold ook meenemen, maar O-Dog zegt dat hij toch al dood is en er niets meer aan valt te doen. Ze gaan met Caine naar het ziekenhuis.
Eén week later, vertelt O-Dog tegen Caine dat hij weet wie degene zijn die zijn neef vermoord hebben en waar ze zijn. O-Dog, Caine en A-Wax gaan naar ze toe en schieten ze neer.
Caine en O-Dog leven van autodiefstal. Een paar weken later worden ze ingehuurd om een Nissan Maxima te stelen uit een parkeergarage. Ze worden betrapt en gearresteerd. O-Dog komt er vanaf met een waarschuwing omdat hij pas 17 is, en dus minderjarig volgens de Amerikaanse wet. Caine wordt als een volwassene behandeld, maar krijgt alleen een aanklacht voor joyriding. Ze herkennen ook zijn vingerafdruk op de fles die hij liet vallen toen ze de slijterij beroofden, alleen hebben ze te weinig bewijs. Later, als hij vrij is, koopt Caine een gestolen Ford Mustang en berooft hij iemand bij de drive-in van een fastfood restaurant voor zijn velgen, zijn ketting en zijn semafoon.
Die nacht worden Caine en Sharif in elkaar geslagen door racistische polititeagenten. Ze worden voor dood achtergelaten in een Mexicaanse buurt. De agenten hadden verwacht dat de Mexicanen hen verder hadden mishandeld, maar dat gebeurde niet. In plaats daarvan brengen ze hen naar een ziekenhuis.
Wanneer Caine in het ziekenhuis is, vertelt Ronnie hem dat ze een baan heeft gevonden in Atlanta en ze vraagt aan Caine of hij meegaat. Hij vertelt haar dat hij erover na zal denken. Een week later gaat Caine naar het afscheidsfeest van Ronnie, samen met Stacy en Sharif, die naar Kansas gaan verhuizen. Op het feest vertelt Caine Ronnie dat hij mee gaat naar Atlanta, waarna ze seks hebben. Daarna op het feest speelt Caine een kaartspel, en terwijl hij dat doet, ziet hij hoe een andere gangster, Chauncy, iets met Ronnie probeert te doen. O-Dog geeft Caine een pistool, en Caine slaat Chauncy met de achterkant van het pistool, totdat hij niet meer bij bewustzijn is. Later is Chauncy erg boos, en Chauncy stuurt een kopie op naar de politie met de moord in de slijterij. Al snel is de politie aan het zoeken naar Caine en O-Dog.
De volgende morgen is Caine met O-Dog aan het praten, als er een man aankomt die de neef is van een meisje dat Caine zwanger zou hebben gemaakt. Caine weigert verantwoordelijkheid te dragen voor het kind en valt de man aan. Dit is de laatste druppel voor de grootouders van Caine. Zijn opa zet hem het huis uit.
De dag dat Caine, Ronnie, Stacy en Sharif willen weggaan uit Los Angeles, komt er een auto langs voor een drive-by. Een van hen is de man die Caine had aangevallen. Sharif wordt meteen neergeschoten, en Caine wordt een paar keer geraakt wanneer hij Anthony wil beschermen. Caine sterft in Stacy's armen.
Je ziet dan beelden van de film waarbij Caine vertelt wat hij al eerder in de film gezegd had, dat het een lange zomer zou worden. Caine wenst dan dat hij betere beslissingen had genomen in zijn leven, maar het nu te laat is om het te corrigeren. Hij zegt ook: "I had done too much to turn back, and I had done too much to go on. I guess, in the end, it all catches up with you. My grandpa asked me one time if I care whether I live or die. Yeah, I do. And now it's too late" (Ik had te veel gedaan om terug te kunnen, en te veel om nog verder te gaan. Ik denk, dat het in het einde allemaal uitkomt. Mijn opa vroeg me een keer of ik om mijn leven gaf. Ja, ik geef er om. Maar nu is het te laat).

## Rolverdeling
| Acteur             | Personage                  |
| ------------------ | -------------------------- |
| Tyrin Turner       | Caine "Kaydee" Lawson      |
| Larenz Tate        | Kevin "O-Dog" Anderson     |
| Jada Pinkett       | Ronnie                     |
| Samuel L. Jackson  | Tat Lawson                 |
| MC Eiht            | A-Wax                      |
| Glenn Plummer      | Pernell                    |
| Clifton Powell     | Chauncy                    |
| Marilyn Coleman    | Caine's grandmother        |
| Arnold Johnson     | Caine's grandfather Thomas |
| Pooh-Man           | Doc                        |
| Jullian Roy Doster | Anthony                    |
| Too Short          | Lew-Loc                    |
| Khandi Alexander   | Karen Lawson               |
| Vonte Sweet        | Sharif Butler              |
| Ryan Williams      | Stacy                      |
| Bill Duke          | Detective                  |
| Dwayne L. Barnes   | Basehead                   |
| Charles S Dutton   | Mr. Butler                 |
| Garen Holoman      | Junior                     |
| Brandon Hammond    | Five Year Old Caine        |
| Saafir             | Harold Lawson              |
| Cynthia Calhoun    | Jackee                     |
| Samuel Monroe Jr.  | Ilena's Cousin             |

## Productie
Tupac Shakur zou eigenlijk de rol van O-Dog spelen en de rapper Spice 1 zou de rol van Caine spelen. Dit is niet gebeurt omdat Shakur regisseur Allen Hughes heeft aangevallen. Zij zijn vervangen door Larenz Tate en Tyrin Turner.